# Gehyra
Gehyra ist eine Gattung der Geckos, die hauptsächlich auf Australien, aber auch nordwärts bis Thailand und Süd-Japan verbreitet ist.

## Merkmale
Geckos der Gattung Gehyra sind mittelgroß. Die Finger und Zehen sind breit und mit Krallen versehen. Sie weisen zudem teilweise Ansätze von Schwimmhäuten auf. Die Pupillen stehen vertikal. Der Rücken ist mit kleinen Schuppen bedeckt. Männchen haben Femoralporen oder Präanalporen.
Die Geckos legen kalkschalige Eier.

## Verbreitungsgebiet
Die nördliche Grenze des Verbreitungsgebiets liegt etwa am 27. Breitengrad. Die am nördlichsten verbreitete Art im Westpazifik ist der Gewöhnliche Vierkrallengecko (G. mutilata) auf der japanischen Insel Okinawa. Östlich des Pazifiks ist die Art durch Einführung im Westen Mexikos bis Sinaloa verbreitet. Gen Süden breitet sich die Gattung bis etwa zum 38. südlichen Breitengrad in Australien aus. Die meisten Arten finden sich in Australien.

## Gefährdete Arten
Die IUCN stuft die Art Gehyra georgpotthasti als gefährdet (vulnerable) ein und Gehyra vorax als potentiell gefährdet (near threatened). Insgesamt 28 Arten wurden als nicht gefährdet (least concern) eingestuft, während bei vier Arten nicht ausreichend Daten für eine Einstufung vorhanden waren (data deficient).

## Systematik
Gehyra ist eine Gattung aus der Familie der Geckos (Gekkonidae).
In der Reptile Database werden 68 rezente Arten unterschieden, die im Folgenden nach Taxon alphabetisch gelistet sind (Stand Juli 2023). Eingeklammerte Erstbeschreibungen bedeuten, dass die jeweilige Art ursprünglich in einer anderen Gattung beschrieben wurde.
| Taxon (Trivialname)                                    | Erstbeschreibung                                                  | Verbreitungsgebiet | Bild |
| ------------------------------------------------------ | ----------------------------------------------------------------- | --- | ---- |
| Gehyra angusticaudata (Schmalschwanz-Vierkrallengecko) | (Taylor, 1963)                                                    | Südost-Thailand |      |
| Gehyra arnhemica                                       | Oliver, Prasetya, Tedeschi, Fenker, Ellis, Doughty & Moritz, 2020 | Australien (Northern Territory) |      |
| Gehyra australis (Australischer Hausgecko)             | Gray, 1845                                                        | Australien (Norden des Northern Territory) |      |
| Gehyra baliola                                         | (Duméril, 1851)                                                   | australische Torres-Strait-Inseln, Südosten von Papua New Guinea |      |
| Gehyra barea                                           | Kopstein, 1926                                                    | Indonesien (Banda-Inseln, Raja Ampat) |      |
| Gehyra borroloola                                      | King, 1984                                                        | Australien (Northern Territory am Golf von Carpentaria) |      |
| Gehyra brevipalmata                                    | (Peters, 1874)                                                    | Indonesien, Palau |      |
| Gehyra calcitectus                                     | Oliver, Prasetya, Tedeschi, Fenker, Ellis, Doughty & Moritz, 2020 | Australien (Western Australia) |      |
| Gehyra capensis                                        | Kealley, Doughty, Pepper, Keogh, Hillyer & Huey, 2018             | Australien (Western Australia) |      |
| Gehyra catenata                                        | Low, 1979                                                         | Australien (Queensland) |      |
| Gehyra chimera                                         | Oliver, Prasetya, Tedeschi, Fenker, Ellis, Doughty & Moritz, 2020 | Australien (Western Australia) |      |
| Gehyra crypta                                          | Kealley, Doughty, Pepper, Keogh, Hillyer & Huey, 2018             | Australien (Western Australia) |      |
| Gehyra dubia                                           | (Macleay, 1877)                                                   | Australien, Süden von Papua-Neuguinea |      |
| Gehyra einasleighensis                                 | Bourke, Pratt, Vanderduys & Moritz, 2017                          | Australien (Queensland) |      |
| Gehyra electrum                                        | Zozaya, Fenker & Macdonald, 2019                                  | Australien (Nordost-Queensland) |      |
| Gehyra fehlmanni (Fehlmanns Vierkrallengecko)          | (Taylor, 1962)                                                    | Thailand, Vietnam |      |
| Gehyra fenestrula                                      | Doughty, Bauer, Pepper & Keogh, 2018                              | Australien (Western Australia) |      |
| Gehyra finipunctata                                    | Doughty, Bauer, Pepper, Keogh & Ellis, 2018                       | Australien (Western Australia) |      |
| Gehyra gemina                                          | Oliver, Prasetya, Tedeschi, Fenker, Ellis, Doughty & Moritz, 2020 | Australien (Western Australia) |      |
| Gehyra georgpotthasti                                  | Flecks, Schmitz, Böhme, Henkel & Ineich, 2012                     | Neukaledonien, Vanuatu, Französisch-Polynesien |      |
| Gehyra girloorloo                                      | Oliver, Bourke, Pratt, Doughty & Moritz, 2016                     | Australien (Western Australia) |      |
| Gehyra granulum                                        | Doughty, Palmer, Bourke, Tedeschi, Oliver & Moritz, 2018          | Australien (Western Australia) |      |
| Gehyra incognita                                       | Kealley, Doughty, Pepper, Keogh, Hillyer & Huey, 2018             | Australien (Western Australia) |      |
| Gehyra insulensis (Pazifischer Vierkrallengecko)       | (Girard, 1858)                                                    | Cookinseln, Tonga, Mikronesien |      |
| Gehyra interstitialis                                  | Oudemans, 1894                                                    | Westen Papua-Neuguineas, Indonesien (Westneuguinea) |      |
| Gehyra ipsa                                            | Horner, 2005                                                      | Australien (Western Australia) |      |
| Gehyra kimberleyi                                      | Börner & Schüttler, 1982                                          | Australien (Western Australia) |      |
| Gehyra koira                                           | Horner, 2005                                                      | Nordwesten Australiens |      |
| Gehyra lacerata (Kanchanaburi-Vierkrallengecko)        | (Taylor, 1962)                                                    | Süd-Thailand, Vietnam |      |
| Gehyra lapistola                                       | Oliver, Prasetya, Tedeschi, Fenker, Ellis, Doughty & Moritz, 2020 | Australien (Northern Territory) |      |
| Gehyra lauta                                           | Oliver, Prasetya, Tedeschi, Fenker, Ellis, Doughty & Moritz, 2020 | Australien (Queensland) |      |
| Gehyra lazelli                                         | (Wells & Wellington, 1985)                                        | Australien |      |
| Gehyra leopoldi                                        | Brongersma, 1930                                                  | Papua-Neuguinea, Indonesien (Westneuguinea) |      |
| Gehyra macra                                           | Doughty, Bauer, Pepper & Keogh, 2018                              | Australien |      |
| Gehyra marginata                                       | Boulenger, 1887                                                   | Indonesien, Neuguinea, Molukken |      |
| Gehyra media                                           | Doughty, Bauer, Pepper & Keogh, 2018                              | Australien (Western Australia) |      |
| Gehyra membranacruralis                                | King & Horner, 1989                                               | Papua-Neuguinea |      |
| Gehyra micra                                           | Doughty, Bauer, Pepper & Keogh, 2018                              | Australien (Western Australia) |      |
| Gehyra minuta                                          | King, 1982                                                        | Australien (Barkly Tableland) |      |
| Gehyra montium                                         | Storr, 1982                                                       | Australien |      |
| Gehyra moritzi                                         | Hutchinson, Sistrom, Donnellan & Hutchinson, 2014                 | Australien |      |
| Gehyra multiporosa                                     | Doughty, Palmer, Sistrom, Bauer & Donnellan, 2012                 | Australien (Western Australia) |      |
| Gehyra mutilata (Gewöhnlicher Vierkrallengecko)        | (Wiegmann, 1834)                                                  | Madagaskar, Indien (Andamanen, Nikobaren), Sri Lanka, Süd-China, Taiwan, Japan (Okinawa), Ozeanien, Philippinen, Singapur, Palau, Osttimor, Neuguinea, Nauru, Vanuatu, Thailand, Vietnam, Malaysia, Mexiko, USA, Französisch-Guayana |      |
| Gehyra nana                                            | Storr, 1978                                                       | Australien (Northern Territory, Western Australia) |      |
| Gehyra occidentalis                                    | King, 1984                                                        | Australien (Western Australia, West-Kimberley) |      |
| Gehyra oceanica                                        | (Lesson, 1830)                                                    | Papua-Neuguinea, Gesellschaftsinseln, Australien, Nauru, Vanuatu, Cookinseln, Samoa, Salomonen, Fidschi, Tonga, Indonesien, Palau, Nördliche Marianen                                                                                |      |
| Gehyra ocellata                                        | Kealley, Doughty, Pepper, Keogh, Hillyer & Huey, 2018             | Australien (Western Australia) |      |
| Gehyra pamela                                          | King, 1982                                                        | Australien (Northern Territory) |      |
| Gehyra papuana                                         | Meyer, 1874                                                       | Papua-Neuguinea, Indonesien (Westneuguinea) |      |
| Gehyra paranana                                        | Bourke, Doughty, Tedeschi, Oliver & Moritz, 2018                  | Australien (Northern Territory) |      |
| Gehyra peninsularis                                    | Doughty, Bauer, Pepper & Keogh, 2018                              | Australien (Western Australia) |      |
| Gehyra pilbara                                         | Mitchell, 1965                                                    | Australien (Northern Territory, Nördliches Western Australia) |      |
| Gehyra pluraporosa                                     | Bourke, Doughty, Tedeschi, Oliver, Myers & Moritz, 2018           | Australien (Western Australia) |      |
| Gehyra polka                                           | Doughty, Bauer, Pepper & Keogh, 2018                              | Australien (Western Australia) |      |
| Gehyra pseudopunctata                                  | Doughty, Bourke, Tedeschi, Oliver & Moritz, 2018                  | Australien (Western Australia) |      |
| Gehyra pulingka                                        | Hutchinson, Sistrom, Donnellan & Hutchinson, 2014                 | Süd-Australien |      |
| Gehyra punctata                                        | (Fry, 1914)                                                       | Australien (Western Australia) |      |
| Gehyra purpurascens                                    | Storr, 1982                                                       | Australien (Northern Territory, Queensland, South Australia, Western Australia) |      |
| Gehyra robusta                                         | King, 1984                                                        | Australien (Queensland) |      |
| Gehyra rohan                                           | Oliver, Clegg, Fisher, Richards, Taylor & Jocque, 2016            | Papua-Neuguinea (Manus, Los-Negros-Insel, Mussau) |      |
| Gehyra serraticauda                                    | Skipwith & Oliver, 2014                                           | Indonesien |      |
| Gehyra spheniscus                                      | Doughty, Palmer, Sistrom, Bauer & Donnellan, 2012                 | Australien (Kimberley) |      |
| Gehyra unguiculata                                     | Kealley, Doughty, Pepper, Keogh, Hillyer & Huey, 2018             | Australien (Western Australia) |      |
| Gehyra variegata                                       | (Duméril & Bibron, 1836)                                          | Australien (Northern Territory, Queensland, South Australia, Victoria, Western Australia) |      |
| Gehyra versicolor                                      | Hutchinson, Sistrom, Donnellan & Hutchinson, 2014                 | Ost-Australien |      |
| Gehyra vorax                                           | Girard, 1858                                                      | Indonesien, Papua-Neuguinea Fidschi, Tonga, Gesellschaftsinseln, Ozeanien |      |
| Gehyra wongchan                                        | Pauwels, Meesook, Kunya, Donbundit & Sumontha, 2022               | Thailand |      |
| Gehyra xenopus                                         | Storr, 1978                                                       | Australien (Western Australia, Kimberley) |      |